# Walter Dießner
Walter Diessner, né le 26 décembre 1954 à Meissen, est un rameur d'aviron est-allemand. 

## Carrière
Walter Diessner participe aux Jeux olympiques de 1976 à Montréal où il remporte la médaille d'argent avec le quatre est-allemand. Il est sacré champion olympique en quatre avec barreur avec son frère jumeau Ullrich Diessner aux Jeux olympiques de 1980 à Moscou.
Il obtient aussi avec son frère quatre médailles d'or aux Championnats du monde d'aviron en quatre avec barreur (en 1974, 1977, 1978 et 1979). 